# Асоціація азартних ігор та ставок Гібралтару
Гібралтарська асоціація ставок та ігор (англ. Gibraltar Betting and Gaming Association) — це торгова асоціація, що представляє азартні ігри в інтернеті з ліцензіями на азартні ігри в Гібралтарі.

## Члени
GBGA фінансується її членами, якии є більшість власників ліцензій на віддалені азартні ігри, виданих Гібралтарським комісаром з азартних ігор. Члени включають компанії Bet365, Betfair, Ladbrokes та William Hill.

## Призначення
Мета GBGA полягає в тому, щоб представляти інтереси ліцензіатів віддалених азартних ігор на азартні ігри з питань, що мають юридичне та регуляторне значення для азартної галузі, для спілкування з органами влади. Вона також має на меті надати урядам, законодавцям та політикам консультації щодо азартної галузі. GBGA працює з січня 2005 року.
Пітер Хауітт є виконавчим директором GBGA з травня 2013 р. Пітер є засновником юридичної фірми Ramparts у Гібралтарі. GBGA також отримує консультаційні поради від сера Пітера Каруани, колишнього головного міністра Гібралтару.

## Діяльність
2013 року в GBGA заявили, що можуть вимагати судового перегляду Закону про азартні ігри 2014 року, на підставі того, що це порушує законодавство ЄС. Закон включає введення режиму ліцензування у Британії та податок на азартні ігри у розмірі 15 % у Британії (податок на споживання). Очікується, що зміни до податкового законодавства принесуть понад 300 млн фунтів податків.
Пітер Хауітт відвідав сесію у парламенті Великої Британії, щоб дати свідчення щодо пропозиції, заслуханої парламентаріями, зокрема Хелен Грант, міністром департаменту культури, ЗМІ та спорту.
У листопаді 2013 р. GBGA виклала пропозиції щодо альтернативного режиму паспортизації, згідно з яким азартні компанії, що мають ліцензії на азартні ігри з віддалених юрисдикцій, можуть покладатися на свою ліцензію на діяльність у Британії без необхідності отримувати окрему ліцензію Комісії з азартних ігор Великої Британії.
18 червня 2014 року GBGA звернувся до уряду Британії та Комісії з азартних ігор Британії, повідомляючи їх про позов щодо судового перегляду Закону про азартні ігри 2014 року на підставі того, що цей закон є «незаконним» і «непрацездатним».
GBGA є партнером з Європейською асоціацією ставок та ігор (EGBA) і є першим національним членом EGBA. Це партнерство має на меті дати можливість обом асоціаціям ефективніше консультуватися на рівні ЄС з питань, що мають важливе значення для азартної індустрії, таких як законодавство про боротьбу з відмиванням грошей.